# Société Nationale des Constructions Aéronautiques du Midi
Die Société nationale des constructions aéronautiques du Midi (SNCAM) war ein französischer Flugzeughersteller mit Sitz in Toulouse.

## Geschichte
In den 1930er-Jahren wurden mehrere französischen Luftfahrtunternehmen verstaatlicht und zu größeren Betrieben zusammengefasst, um die Effektivität bei der Entwicklung neuer Flugzeugmodelle voranzutreiben und um die Effizienz bei der Flugzeugproduktion zu steigern. Im Jahr 1937 beauftragte der damalige Luftfahrtminister Pierre Cot den Flugzeugkonstrukteur Émile Dewoitine, die „Société nationale des constructions aéronautiques du Midi“ (abgekürzt: SNCAM) zu gründen. Dewoitine war maßgeblich an der Gründung neuer Produktionsstätten beteiligt.

## Produkte
- Dewoitine D.520
- Dewoitine D.551
- Dewoitine D.750